# Avellanosa del Páramo
Avellanosa del Páramo es una localidad situada en la provincia de Burgos, comunidad autónoma de Castilla y León (España), comarca de Alfoz de Burgos, ayuntamiento de Valle de Santibáñez.

## Datos generales
Situado al este de la capital del municipio, Santibáñez-Zarzaguda, en la carretera local que, partiendo de la BU-622 a la altura de La Nuez de Abajo, en el valle del río Úrbel, conduce a Susinos del Páramo, en el valle del río Hormazuelas. En el valle del río Ruyales, entre las localidades de Los Tremellos, aguas arriba, y San Pedro Samuel, aguas abajo.

## Situación administrativa
Entidad Local Menor cuyo alcalde pedáneo es Benito Calzada Peña, del partido Tierra Comunera.

## Demografía
| Gráfica de evolución demográfica de Avellanosa del Páramo entre 1842 y 1970 |
| |
| Población de derecho según los censos de población del INE. Población de hecho según los censos de población del INE.En este censo se denominaba Abellanosa del Páramo: 1842. Entre el censo de 1981 y el anterior, este municipio desaparece porque se agrupa en el municipio Valle de Santibañez. |

Evolución de la población
| Gráfica de evolución demográfica de Avellanosa del Páramo entre 2000 y 2017 |
|                                                                             |
| Población de derecho (2000-2017) según el padrón municipal del INE          |

## Historia
Fue un lugar que formaba parte del Valle y Cuadrilla de Santibáñez, en el Partido de Castrojeriz, uno de los catorce que formaban la Intendencia de Burgos durante el periodo comprendido entre 1785 y 1833, en el Censo de Floridablanca de 1787, jurisdicción de realengo con alcalde pedáneo.
Antiguo municipio de Castilla la Vieja en el Partido de Burgos código INE- 09031. 
Así se describe a Avellanosa del Páramo en el tomo I del Diccionario geográfico-estadístico-histórico de España y sus posesiones de Ultramar, obra impulsada por Pascual Madoz a mediados del siglo XIX:

Lugar con ayuntamiento en la provincia, partido judicial, audiencia territorial, capitanía general y diócesis de Burgos (3 ½ leguas); Situado en un valle formado por dos cerros, y en un clima poco sano por lo pantanoso de su suelo; se halla expuesto especialmente a los vientos N y S. Constituyen la población 84 casas terreras, por cuya razón son húmedas y lóbregas; hay casa consistorial, una escuela de educación primaria, y 4 ermitas con advocación de San Juan, San Martín, Santa Eulalia y San Roque; la iglesia parroquial está dedicada a Nuestra Señora de la Asunción. Confina el término por N con el de Tremellos, por E con el de Zumel, por S con el de San Pedro, y por O con el de Susinos; el terreno es de mala calidad, siendo en su mayor parte de tercera clase. Producciones: trigo, cebada, avena, yeros, nabos, legumbres y lino; Población: 58 vecinos, 270 almas. Capital productivo: 1.037.800 reales; Masa imponible: 98.836 reales; Contribución: 5.223 reales 8 maravedíes.
Diccionario geográfico-estadístico-histórico de España y sus posesiones de Ultramar

Entre el censo de 1981 y el anterior, este municipio desapareció porque se agrupó en el municipio 09902 Valle de Santibáñez; contaba entonces con 36 hogares y 146 vecinos.